# 仁尾惟茂

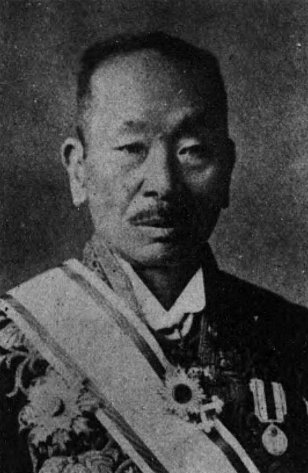
仁尾惟茂

仁尾 惟茂（にお これしげ、嘉永5年12月28日（1853年2月6日） - 昭和7年（1932年）4月11日）は、貴族院勅選議員、大蔵官僚。錦鶏間祗候。

## 経歴
土佐藩士仁尾宗直の子として生まれた。安岡良亮の門に学んだ後、戊辰戦争に従軍した。1872年（明治5年）より熊本県に出仕したが、1876年（明治9年）に神風連の乱に遭い、戦いで負傷した。後に福岡県に転じ、福岡収税長に進み、1887年（明治20年）からは大蔵省参事官を兼ねた。
日清戦争がおきると、李氏朝鮮に度支部顧問として派遣され、財政改革にあたった。帰国後は専売事業を手掛け、専売局長、煙草専売局長、煙草専売局長官、専売局長官を歴任した。
1907年（明治40年）に退官し、同年12月10日、貴族院議員に勅選され、死去するまで在任した。1916年（大正5年）3月27日、錦鶏間祗候を仰せ付けられる。墓所は青山霊園。

## 栄典
位階
- 1907年（明治40年）12月27日 - 正四位[13]

勲章等
- 1906年（明治39年）4月1日 - 勲二等旭日重光章[14]
- 1921年（大正10年）7月1日 - 第一回国勢調査記念章[15]
- 1922年（大正11年）11月14日 - 勲一等瑞宝章[16]

外国勲章佩用允許
- 1907年（明治40年）6月13日 - 大韓帝国：勲二等太極章[17]